# قرار مجلس الأمن التابع للأمم المتحدة رقم 2117
قرار مجلس الأمن التابع للأمم المتحدة رقم 2117، المعتمد في 26 سبتمبر 2013. امتنعت روسيا عن التصويت.

## روابط خارجية
- نص القرار في undocs.org